# Colle del Glandon
Il Colle del Glandon (1.924 m s.l.m. - in francese Col du Glandon) è un passo situato nelle Alpi del Delfinato che collega la Maurienne con l'Oisans. Si trova ad ovest del Col de la Croix-de-Fer.
Dal punto di vista orografico il colle separa la Catena di Belledonne (a nord-ovest) dalle Alpi delle Grandes Rousses e delle Aiguilles d'Arves (a sud-est). La strada del Colle del Glandon fu aperta nel 1898 e collegò il Col de la Croix-de-Fer nel 1912. La strada è aperta solo da giugno ad ottobre.